# Brian Kidd
Brian Kidd (* 29. Mai 1949 in Collyhurst, Manchester) ist ein ehemaliger englischer Fußballspieler und aktueller Trainer. Mit Manchester United gewann er im Jahr 1968 als Spieler genau an seinem 19. Geburtstag den Europapokal der Landesmeister und war später für denselben Verein in den 1990er Jahren erfolgreich als Assistenztrainer von Alex Ferguson tätig.

## Spielerlaufbahn
Schon früh kam der im Stadtteil Collyhurst geborene Kidd in Berührung mit Manchester United. Die Familie bestand aus Anhängern dieses Vereins und so verwunderte es nicht, dass er bereits als 14-jähriger Schüler bei den „Red Devils“ die Fußballschuhe schnürte. Rund acht Monate später nahm ihn Manchester United im August 1964 offiziell in die Jugendabteilung auf und bereits vor der Volljährigkeit wurde Kidd im Jahre 1966 Teil der Profiabteilung.

### Manchester United (1966–74)
Sein erstes Pflichtspiel absolvierte er am 12. August 1967 in der Charity-Shield-Begegnung gegen Tottenham Hotspur, die 3:3 endete. In der Meisterschaft debütierte Kidd eine Woche später gegen den FC Everton und unterlag im 
Goodison Park mit 1:3. Das erste Tor erzielte er bei seinem fünften Einsatz bei West Ham United (3:1) und als aufstrebendes Talent überraschte der junge Stürmer mit seinen bereits 50 Pflichtspielen in der Einstandssaison 1967/68. Dabei gelangen ihm 17 Tore und obwohl die englische Meisterschaft als amtierender Titelträger nur knapp auf Platz 2 verpasst wurde, sollte im Endspiel des Europapokals der Landesmeister ein früher Höhepunkt auf Brian Kidd warten. An seinem 19. Geburtstag stand er mit seiner Mannschaft im Wembley-Stadion dem portugiesischen Meister Benfica Lissabon gegenüber. Das Spiel endete zunächst nach 90 Minuten mit 1:1 Toren und ging in die Verlängerung. Dort erhöhte er per Kopfballtor nach dem 2:1 durch George Best zum zwischenzeitlichen 3:1, bevor Bobby Charlton den 4:1-Endstand markierte und den renommiertesten europäischen Vereinstitel nach Manchester holte.
Nach der Erfolgssaison geriet Manchester United in eine sportliche Krise und auch Kidd konnte zum elften Abschlusstabellenplatz lediglich vier Tore beisteuern. In der Spielzeit 1969/70 fand er zwar zu seiner Treffsicherheit zurück, aber das Auseinanderfallen der erfolgreichen United-Generation schritt in sportlicher Mittelmäßigkeit weiter fort. Zum Ende der Saison absolvierte Kidd am 21. April 1970 gegen Nordirland sein erstes Länderspiel für England und stand im vorläufigen 27-Mann-Kader für die WM 1970 in Mexiko. Obwohl er in einem direkten Vorbereitungsspiel gegen Ecuador in Quito (2:0) sein erstes Tor erzielte, sollte Kidd bei der Benennung des 22-köpfigen Kaders von Alf Ramsey unberücksichtigt bleiben und den Heimflug antreten.
Kidd kehrte als Spieler nie wieder in die Nationalelf zurück und Ramsey bevorzugte fortan Stürmer wie Geoff Hurst, Francis Lee, Jeff Astle, Peter Osgood, Allan Clarke, Martin Chivers, Mick Channon und Kevin Keegan. Auch bei Manchester United setzte sich die Abwärtsspirale fort. Gelang dem Verein in der Saison 1972/73 noch knapp der Klassenerhalt, war der Abstieg ein Jahr später nicht mehr abzuwenden. Das vormals hoffnungsvolle Talent kam dabei in den letzten 13 Spielen nur noch zu einem einzigen Einsatz und nach 52 Toren in 203 Ligaspielen verließ Kidd Manchester United im August 1974 für 110.000 britische Pfund in Richtung des FC Arsenal.

### FC Arsenal (1974–76)
Beim FC Arsenal sollte Kidd primär den zum FC Liverpool abgewanderten Ray Kennedy ersetzen. In den zwei Jahren, in denen er für die Londoner spielte, fand er mit 30 Toren in 77 Ligaspielen zu alter Leistungsstärke zurück. Er schoss bereits bei seinem Einstand den Siegtreffer zum 1:0-Erfolg gegen Leicester City und zwei weitere Tore in der zweiten Partie zum 4:0-Sieg gegen Manchester City, aber in der Folgezeit sollte seine Mannschaft wenig konstant agieren. Zehn Spiele ohne Sieg und fünf verschiedene Angriffspartner für Kidd waren in dieser Zeit ebenso kennzeichnend, wie ein plötzlicher 3:1-Sieg gegen den späteren Meister Derby County und der Sprung ins FA-Cup-Viertelfinale.
Die Aussichten verschlechtern sich für Kidd in der Saison 1975/76 weiter und der FC Arsenal schien im Februar 1976 bereits dem Abstieg entgegenzusehen, bevor die Rettung mit einem 6:1-Sieg gegen West Ham United gelang. Nicht nur dort gelangen Kidd drei Treffer; insgesamt hatte er mit elf Ligatoren einen maßgeblichen Anteil daran, dass die „Gunners“ auf Rang 17 noch einmal „mit einem blauen Auge davongekommen waren“. Nach dem Saisonende wurde Terry Neill Nachfolger von Bertie Mee. Dieser transferierte Kidd für 100.000 Pfund zu Manchester City und verpflichtete auf der vakanten Position Malcolm Macdonald von Newcastle United.

### Manchester City (1976–1979)
Kidd kehrte nach Manchester zurück und trug nun das himmelblaue Trikot des Lokalrivalen City. Erneut traf er bereits bei seinem Debüt im ersten Saisonspiel und mit seiner erfolgreichsten Ligaausbeute in einer Saison (21 Tore) gewann er auf Anhieb mit nur einem Punkt Rückstand auf den neuen Titelträger FC Liverpool die Vizemeisterschaft. Dabei stand er in der Mannschaft von Tony Book an der Seite von Offensivspielern wie Joe Royle, Dennis Tueart und Peter Barnes und auch in der Spielzeit 1977/78 entwickelte sich Kidd mit 20 Toren in 50 Pflichtspielen zum besten Torjäger seiner Mannschaft. Er belegte am Ende den vierten Platz und in der anschließenden Saison 1978/79 steuerte er fünf Tore in der UEFA-Pokalrunde bei, die für die „Citizens“ erst im Viertelfinale gegen Borussia Mönchengladbach endete.
Die Meisterschaftssaison 1978/79 endete jedoch mit einem enttäuschenden 15. Rang. Dabei war Kidd bereits vor Saisonende bei dem weitreichenden Kaderumbau des neuen Trainers Malcolm Allison auf die „Abschussliste“ geraten.

### Karriereausklang (1979–1984)
Kidd heuerte am 29. März 1979 für eine Ablösesumme in Höhe von 150.000 Pfund beim FC Everton an und absolvierte dort in der noch laufenden Saison neun Spiele. Nach einer weiteren vollständigen Spielzeit 1979/80 endete Kidds Laufbahn in der obersten englischen Spielklasse. Er wechselte in die Second Division zu den Bolton Wanderers. Dort spielte er zwischen 1980 und 1982, wobei er im Jahr 1981 zwischenzeitlich in die nordamerikanische Profiliga NASL an die Atlanta Chiefs ausgeliehen wurde. In den Vereinigten Staaten verbrachte er bis 1984 auch seine letzten aktiven Fußballerjahre und kam dabei für die Fort Lauderdale Strikers und die Minnesota Strikers zum Zuge.

## Trainertätigkeiten
Unmittelbar nach seiner Spielerkarriere wurde Kidd im Jahr 1984 Trainer des niederklassigen AFC Barrow und war zwei Jahre später kurzzeitig beim Viertligisten Preston North End aktiv.
Es folgte der Ruf seines alten Vereins Manchester United, als ihn 1988 Alex Ferguson als neuen Jugendtrainer engagierte. Dabei sollte Kidd eine wichtige Rolle bei der Entwicklung von Talenten wie David Beckham, Paul Scholes und Ryan Giggs spielen. Als Archie Knox 1991 zu den Glasgow Rangers wechselte, stieg er zum neuen Assistenztrainer von Ferguson auf und feierte in dieser Funktion eine Reihe von Erfolgen. Dazu zählten vor allem der Ligapokal (1992), vier englische Meisterschaften (1993, 1994, 1996, 1997) und zwei FA-Cup-Trophäen (1994 und 1996). Für ein mögliches Engagement bei Manchester City hatte er zwischendurch im Juni 1995 keine Freigabe von United erhalten.
Nachdem 1998 weitere Avancen von dem FC Everton zurückgewiesen worden waren, schloss er sich im Dezember 1998 dem Erstliga-Abstiegskandidaten Blackburn Rovers an. Ihm gelang der Klassenerhalt jedoch nicht mehr und als seine Mannschaft auch in die Zweitligasaison 1999/2000 schwach startete, endete Kidds Blackburn-Abenteuer im November 1999 nach nicht einmal einem Jahr.
Die nächste Station war Leeds United, wo Kidd zunächst wieder als Jugendtrainer arbeitete und später zum Kotrainer unter David O’Leary und Terry Venables aufstieg. Als Peter Reid im Mai 2003 neuer Trainer der „Whites“ wurde, verließ Kidd den Verein wieder. Parallel dazu hatte er bereits im Januar 2003 die Assistentenstelle bei der englischen Nationalmannschaft unter Sven-Göran Eriksson übernommen. Nur rund einen Monat vor der Euro 2004 musste er diese Tätigkeit beenden, da Prostatakrebs bei ihm festgestellt worden war.
Nach seiner Genesung im Februar 2006 war er im Gespräch als Kotrainer beim FC Sunderland, wo mittlerweile mit Roy Keane im August 2006 einer seiner ehemaligen United-Schützlinge Trainer geworden war. Er schloss sich jedoch Sheffield United unter Cheftrainer Neil Warnock an und blieb auch im Amt als später Bryan Robson die sportliche Leitung übernahm. Erst nach dessen Demission im Februar 2008 beendete auch Kidd seine Tätigkeit bei den „Blades“.
Am 11. Februar 2009 wurde Kidd beim FC Portsmouth Assistent des Interimstrainers Paul Hart und blieb bis August 2009 bei „Pompey“, nachdem sich keine Vertragsverlängerung angeschlossen hatte. Bereits im September 2009 folgte bei Manchester City das nächste Engagement. Dort war er zunächst als technischer Direktor für Entwicklungsarbeiten vorgesehen, wurde aber nach dem Trainerwechsel zu Roberto Mancini im Dezember 2009 dessen Assistent. Nach der Entlassung Mancinis im Mai 2013 betreute Kidd die Mannschaft für die letzten beiden Spiele der Saison.

## Erfolge als Spieler
- Europapokal der Landesmeister: 1968
- Charity Shield: 1967

## Verweise